# Branson, Colorado
Branson är en kommun (town) i Las Animas County i Colorado. Vid 2010 års folkräkning hade Branson 74 invånare.